# Herbita crenulata
Herbita crenulata är en fjärilsart som beskrevs av W. Warren 1905. Herbita crenulata ingår i släktet Herbita och familjen mätare. Inga underarter finns listade i Catalogue of Life.